# Ямайська протока

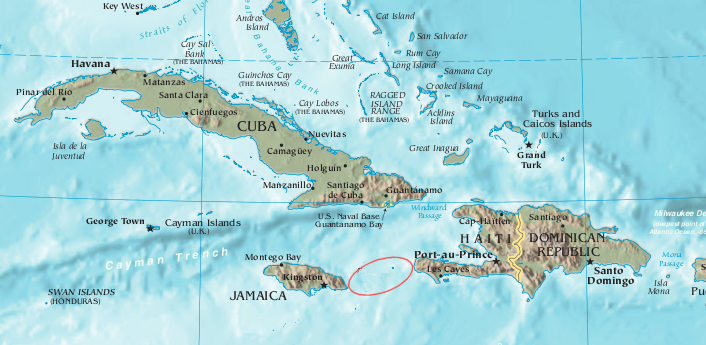
Ямайська протока позначена на мапі червоним овалом

18°15′20″ пн. ш. 75°14′43″ зх. д. / 18.25556° пн. ш. 75.24528° зх. д.
Ямайська протока — протока у Карибському морі між островами Ямайка і Гаїті. Є продовженням Навітряної протоки на південний захід. Ширина протоки становить близько 190 км, глибина — до 1200 м.
Приблизно за 55 км на захід від Гаїті у протоці розташований острів Навасса — незаселений вапняковий та кораловий острів площею 5,2 км².
Розташована приблизно за 1 тис. км на північний схід від Панамського каналу протока Ямайка є важливим судноплавним шляхом для судів, що прямують у Тихий океан, з Європи і східного узбережжя США.